# Grammomys
Grammomys là một chi động vật có vú trong họ Muridae, bộ Gặm nhấm. Chi này được Thomas miêu tả năm 1915. Loài điển hình của chi này là Mus dolichurus Smuts, 1832.

## Các loài
Chi này gồm các loài: